# El Tesoro, Atzalan
El Tesoro är en ort i Mexiko.   Den ligger i kommunen Atzalan och delstaten Veracruz, i den sydöstra delen av landet, 220 km öster om huvudstaden Mexico City. El Tesoro ligger 532 meter över havet och antalet invånare är 272.
Terrängen runt El Tesoro är lite bergig, och sluttar norrut. Runt El Tesoro är det ganska tätbefolkat, med 129 invånare per kvadratkilometer. Närmaste större samhälle är Martínez de la Torre, 17,0 km norr om El Tesoro. Omgivningarna runt El Tesoro är en mosaik av jordbruksmark och naturlig växtlighet.